# Wietrzenie solne
Wietrzenie solne (eksudacja) – rodzaj wietrzenia fizycznego, polegający na rozdrabnianiu skał poprzez mechaniczne działanie soli, spowodowane zmianami wilgotności. Zachodzi głównie w warunkach klimatu suchego.  
Działanie tego rodzaju wietrzenia opiera się (podobnie jak w przypadku wietrzenia mrozowego) na rozszerzaniu się cieczy podczas jej krzepnięcia. Jednak w przypadku tego rodzaju wietrzenia krzepnącą cieczą nie jest woda lecz wysokoprocentowy, wodny roztwór soli. 
Roztwory solne mogą krystalizować:
- na powierzchni skał - tworzą się wtedy wykwity, naskorupienia i pokrywy solne zwane eflorescencjami;
- w przypowierzchniowej warstwie skalnej (w szczelinach i porach) - tworzą się wtedy soczewki i skupienia zbudowane z kryształków solnych (są to subflorescencje);
- w zamkniętych przestrzeniach międzyskalnych - następuje wtedy rozsadzanie skały.